# Dorothy Stevenson
Ne pas confondre avec Alexandra Stevenson, également joueuse de tennis.
Dorothy Stevenson  est une joueuse de tennis australienne de l'entre-deux-guerres.
Elle a été deux fois finaliste aux Internationaux d'Australie : en 1937 en double mixte (associée à Donald Turnbull) et, l'année suivante, en simple dames où elle est battue par Dorothy Bundy Cheney. Elle est également joueuse de squash remportant l'Open d'Australie en 1936 quelques mois après avoir commencé le squash,.

## Palmarès (partiel)

### Finale en simple dames
| No | Date       | Nom et lieu du tournoi             | Catégorie | Surface      | Vainqueure    | Score    |          |
| -- | ---------- | ---------------------------------- | --------- | ------------ | ------------- | -------- | -------- |
| 1  | 21-01-1938 | Australian Championships, Adélaïde | G. Chelem | Gazon (ext.) | Dorothy Bundy | 6-3, 6-2 | Parcours |

### Finale en double dames
| No | Date       | Nom et lieu du tournoi               | Catégorie | Surface      | Vainqueures               | Partenaire       | Score         |          |
| -- | ---------- | ------------------------------------ | --------- | ------------ | ------------------------- | ---------------- | ------------- | -------- |
| 1  | 08-10-1938 | Pacific Coast Championships Berkeley |           | Terre (ext.) | Nancye Wynne Thelma Coyne | Nell Hall Hopman | 8-6, 6-8, 6-2 | Parcours |

### Finale en double mixte
| No | Date       | Nom et lieu du tournoi          | Catégorie | Surface      | Vainqueures                   | Partenaire      | Score         |          |
| -- | ---------- | ------------------------------- | --------- | ------------ | ----------------------------- | --------------- | ------------- | -------- |
| 1  | 22-01-1937 | Australian Championships Sydney | G. Chelem | Gazon (ext.) | Nell Hall Hopman Harry Hopman | Donald Turnbull | 3-6, 6-3, 6-2 | Parcours |

## Parcours en Grand Chelem (partiel)
Si l’expression « Grand Chelem » désigne classiquement les quatre tournois les plus importants de l’histoire du tennis, elle n'est utilisée pour la première fois qu'en 1933, et n'acquiert la plénitude de son sens que peu à peu à partir des années 1950.

### En simple dames
| Année | Championnat d'Australie | Championnat d'Australie | Internationaux de France | Internationaux de France | Wimbledon       | Wimbledon       | US National | US National |
| ----- | ----------------------- | ----------------------- | ------------------------ | ------------------------ | --------------- | --------------- | ----------- | ----------- |
| 1933  | 1er tour (1/16)         | Marjorie Cox            | -                        | -                        | -               | -               | -           | -           |
| 1934  | 1er tour (1/16)         | Muriel Wilson           | -                        | -                        | -               | -               | -           | -           |
| 1935  | 1er tour (1/16)         | Dorothy Round           | -                        | -                        | -               | -               | -           | -           |
| 1936  | 2e tour (1/8)           | Joan Walters            | -                        | -                        | -               | -               | -           | -           |
| 1937  | 1/2 finale              | Emily Hood              | -                        | -                        | -               | -               | -           | -           |
| 1938  | Finale                  | Dorothy Bundy           | 1/4 de finale            | Simonne Mathieu          | 1er tour (1/64) | J. Jędrzejowska | -           | -           |
| 1939  | 2e tour (1/8)           | May Blick               | -                        | -                        | -               | -               | -           | -           |

À droite du résultat, l’ultime adversaire.

### En double dames
| Année | Championnat d'Australie      | Championnat d'Australie     | Internationaux de France | Internationaux de France | Wimbledon               | Wimbledon               | US National | US National |
| ----- | ---------------------------- | --------------------------- | ------------------------ | ------------------------ | ----------------------- | ----------------------- | ----------- | ----------- |
| 1931  | 2e tour (1/8) A. Scott       | Nell Lloyd Lorna Utz        | -                        | -                        | -                       | -                       | -           | -           |
| 1933  | 1er tour (1/16) G. Stevenson | C. Buttsworth Marjorie Cox  | -                        | -                        | -                       | -                       | -           | -           |
| 1934  | 1/4 de finale G. Stevenson   | Nancy Chitty Nancy Lewis    | -                        | -                        | -                       | -                       | -           | -           |
| 1935  | 1/4 de finale G. Stevenson   | M. Molesworth Emily Hood    | -                        | -                        | -                       | -                       | -           | -           |
| 1936  | 1/2 finale G. Stevenson      | Thelma Coyne Nancye Wynne   | -                        | -                        | -                       | -                       | -           | -           |
| 1937  | 1er tour (1/8) G. Stevenson  | Thelma Rice O. Stebbing     | -                        | -                        | -                       | -                       | -           | -           |
| 1938  | 1/4 de finale Nell Hall      | M. Hardcastle G. O'Halloran | 1/4 de finale Nell Hall  | J. Horner S. Iribarne    | 3e tour (1/8) Nell Hall | S. Mathieu Billie Yorke | -           | -           |
| 1939  | 1/2 finale Nell Hall         | M. Hardcastle Emily Hood    | -                        | -                        | -                       | -                       | -           | -           |

Sous le résultat, la partenaire ; à droite, l’ultime équipe adverse.

### En double mixte
| Année | Championnat d'Australie   | Championnat d'Australie    | Internationaux de France | Internationaux de France | Wimbledon | Wimbledon | US National | US National |
| ----- | ------------------------- | -------------------------- | ------------------------ | ------------------------ | --------- | --------- | ----------- | ----------- |
| 1932  | 1er tour (1/16) Reg Ewin  | Marjorie Cox Jack Crawford | -                        | -                        | -         | -         | -           | -           |
| 1936  | 1er tour (1/8) Ray Hone   | G. Bond Gar Hone           | -                        | -                        | -         | -         | -           | -           |
| 1937  | Finale D. Turnbull        | Nell Hall Harry Hopman     | -                        | -                        | -         | -         | -           | -           |
| 1938  | 1/4 de finale D. Turnbull | Thelma Coyne Jack Crawford | -                        | -                        | -         | -         | -           | -           |
| 1939  | 1/4 de finale D. Turnbull | Nell Hall Harry Hopman     | -                        | -                        | -         | -         | -           | -           |

Sous le résultat, le partenaire ; à droite, l’ultime équipe adverse.